# Saterna
Saterna är en ort i Burkina Faso.   Den ligger i regionen Cascades, i den sydvästra delen av landet, 400 km sydväst om huvudstaden Ouagadougou. Saterna ligger 262 meter över havet och antalet invånare är 388.
Terrängen runt Saterna är platt. Närmaste större samhälle är Diarabakoko, 7,8 km nordväst om Saterna. 
Omgivningarna runt Saterna är huvudsakligen savann. Runt Saterna är det ganska glesbefolkat, med 25 invånare per kvadratkilometer.